# فرونتنهاوزن
فرونتنهاوزن (به آلمانی: Frontenhausen) یک شهر در آلمان است که در بایرن واقع شده‌است.

## خصوصیات
فرونتنهاوزن ۸۶٫۰۰ کیلومترمربع مساحت دارد ۴۱۲ متر بالاتر از سطح دریا واقع شده‌است.